# 超!アニメロアワー
超!アニメロアワー（ちょうアニメロアワー）は、2007年7月28日から2007年9月29日まで文化放送（関東ローカル）で放送されていたラジオ番組の単発特別番組枠。放送局は前々番組の『文化放送A&G DREAM SQUARE』と同様、週替わりで特別番組が放送された。また前番組『文化放送A&G Music Gallery』も特別番組の1つとして2回放送された。

## 放送時間
- 2007年7月 - 8月
  - 毎週土曜日27:00 - 28:00
- 2007年9月
  - 毎週土曜日27:00 - 27:45

なお2007年8月25日は『桃井はるこの超!モモーイ』2時間SP放送のため休止。

## これまでに放送された番組
- 「檜山・遠近・阪口の俺たちの城〜夏の陣〜」（2007年7月28日）
  - パーソナリティ：檜山修之・遠近孝一・阪口大助
- 「A-MusicStream」（2007年8月4日）
  - パーソナリティ：原口誠司
- 「雅世☆悟朗の宇宙旅行かばん」（2007年8月11日）
  - パーソナリティ：倉田雅世
  - ゲスト：谷口悟朗
- 「ななついろ★RADIO! サマースペシャル」（2007年8月18日）
  - パーソナリティ：結本ミチル・後藤麻衣・鷲崎健
  - ゲスト：川瀬浩平・いとうのいぢ・神野正樹
- 「文化放送A&G Music Gallery」（2007年9月1日）
  - パーソナリティ：今俊郎
- 「DDのそろそろだしましょからじお」（2007年9月8日）
  - パーソナリティ：岸尾だいすけ・浪川大輔
- 「松来未祐と金田朋子のRADIOデコピンないとSP」（2007年9月15日）
  - パーソナリティ：松来未祐・金田朋子
- 「はりけ〜んず前田の最低でも二塁打」（2007年9月22日）
  - パーソナリティ：はりけ〜んず前田
  - ゲスト：氷上恭子
- 「文化放送A&G Music Gallery」（2007年9月29日）
  - パーソナリティ：今俊郎
  - ゲスト：後藤邑子